# Перекрёстов, Пётр Александрович
Пётр Алекса́ндрович Перекрёстов (14 августа 1956, Монреаль, Канада) — протоиерей Русской православной церкви заграницей, ключарь кафедрального собора Пресвятой Богородицы «Всех скорбящих Радости» в Сан-Франциско, секретарь Западно-Американской епархии. Автор множества публикаций по актуальным проблемам церковной жизни и по святителю Иоанну (Максимовичу).

## Биография
Отец его был сыном белого офицера, мать немцы вывезли из СССР. С детства прислуживал в Свято-Николаевском кафедральном соборе г. Монреаля, учился в церковно-приходской школе им. А. С. Пушкина.
В 1978 году окончил Троицкую духовную семинарию в Джорданвиле, в годы учебы в семинарии исполнял обязанность иподиакона архиепископа Сиракузского и Троицкого Лавра, а также являлся водителем-помощником изографа архимандрита Киприана (Пыжова). В магистратуре (Русская школа Норвичского университета) занимался русским языком и литературой, в 1979 г. рукоположен в диакона архиепископом Сиракузским и Троицким Лавром, служил в Свято-Троицком соборе г. Торонто (Канада) с 1979—1980.
В 1980 году рукоположён во священника архиепископом Сиракузским и Троицким Лавром и назначен в кафедральный собор Пресвятой Богородицы «Всех скорбящих Радости» в г. Сан-Франциско (штат Калифорния, США).
С 1985 года секретарь Западно-Американской епархии Русской Православной Церкви Заграницей и ключарь кафедрального собора Всех скорбящих Радости.
1985—2014 — главный редактор приходского листка кафедрального собора Всех скорбящих Радости «Благовестник».
В 1989 году впервые посетил Советский Союз.
С 1985—2013 гг. — редактор приходского листка кафедрального собора Пресвятой Богородицы Всех скорбящих Радости в г. Сан-Франциско «Благовестник» (вышло более 300 номеров листка).
С 1988—2003 гг. — главный редактор журнала воспитанников Свято-Троицкой духовной семинарии «Русский пастырь».
В 2001 году назначен главным редактором и веб-мастером официального интернет-узла Архиерейского Синода Русской Православной Церкви Заграницей (russianorthodoxchurch.ws).
13-16 ноября 2002 года был участником и докладчиком на Второй церковно-исторической конференции «Русская Православная Церковь в XX веке» в г. Москве.
3/16 января 2004 года согласно своему прошению был освобождён от должности редактора и веб-мастера официального сайта РПЦЗ.
В 2004 году — член делегации РПЦЗ во время первого официального визита Первоиерарха Русской Зарубежной Церкви, Митрополита Лавра, в Россию.
2003—2019 — автор и координатор церковно-певческого проекта «Песнопения русского зарубежья», в серии выпущено 11 аудиодисков.
В 2005 году — член Предсоборной комиссии и председатель Сан-Францисского Оргкомитета по проведению IV Всезарубежного Собора РПЦЗ.
С 2005—2013 — редактор и веб-мастер официального интернет-сайта Западно-Американской епархии.
В мае 2006 года — делегат IV Всезарубежного Собора Русской Православной Церкви Заграницей. Старший секретарь Собора.
Решением состоявшегося 18-20 апреля 2007 года Архиерейского Синода РПЦЗ включён в состав официальной делегации, направленную на подписание Акта о каноническом общении, возглавляемую Митрополитом Лавром.
27 июля 2009 года решением Священного Синода Русской православной церкви включён в состав Межсоборного присутствия.
3 марта 2013 года архиепископом Сан-Францисским и Западно-Американским Кириллом, согласно своему прошению, освобождён от должности редактора и веб-мастера официального интернет-сайта Западно-Американской епархии.
Не вошёл в новый состав Межсоборного присутствия, утверждённый 23 октября 2014 года решением Священного Синода Русской православной церкви.
8 октября 2014 Указом Патриарха Московского и Всея Руси Кириллом награжден Патриаршим знаком «700-летия преподобного Сергия Радонежского».
1 декабря 2014 года архиепископом Сан-Францисским и Западно-Американским Кириллом назначен Координатором специальных проектов и представителем Западно-Американской епархии по связям с Россией.
6 ноября 2015 года, в связи с 35-летием священства, Указом Архиерейского Синода РПЦЗ награжден правом ношения митры.
14 июля 2016 Указом Архиерейского Синода РПЦЗ включен в Комиссию по согласованию месяцеслова Русской Православной Церкви.
12 июля 2020, в связи с 40-летием пастырского служения, награжден Синодальным (РПЦЗ) орденом Коренно-Курской иконы Божией Матери II степени.

## Сочинения
статьи
- Слово студента Петра Перекрестова (Речь от имени выпускников Св. Троицкой семинарии)	// Православная Русь. 1978. — № 12 (1134).
- Епископ Порфирий Успенский (К 100-летию со дня кончины) // Православная Русь. 1985. — № 9 (1294). — С. 13-14.
- О судьбах зарубежной церкви // Вестник РХД. 1988. — № 153.
- «Плод бо духовный есть во всякой благостыни и правде и истине» (Ответ на статью Георгия Шевкунова «Церковь и государство», опубликованную в журнале «Литературная Россия» 12 ноября 1990) // Православная Русь, 1991. — № 8 (1437).
- Пастырь и церковное сознание. Речь на 43-м годовом акте Свято-Троицкой Духовной семинарии. // Православная Русь, 1991. — № 14	(1443).
- Сия есть победа, победившая мир (Слово ко дню 10-летия прославления свв. Новомучеников и Исповедников Российских) // Православная Русь, 1991. — № 22 (1451).
- Семья и страдание // Православная Русь, 1992. — № 13 (1466).
- Юбилей на Западном побережье: к 25-летию служения Высокопреосвященного архиепископа Антония [Медведева] на Западно-Американской кафедре // Православная Русь, 1993. — № 3 (1480) — С. 6-7.
- О покрытии голов // Православная Русь, 1994. — № 5 (1506).
- Докладная записка Архиерейскому Собору Русской Православной Церкви заграницей, 1994 г.
- «Заметки по пастырскому богословию» прот. Льва Лебедева // Православная Русь. 1999. — № 14 (1635).
- Еще об отпусках проскомидии и начале молебнов // Православная Русь, 2000. — № 9 (1654).
- Слово протоиерея Петра Перекрестова на отпевании Архиепископа Антония (Медведева) // Православная Русь, 2000. — № 21 (1666).
- Последние дни жизни архиепископа Антония // Православная Русь. 2000. — № 21 (1666). — С. 5-10.
- Последний архиерей старой антониевской школы // Русский пастырь. — 2000. — № 37-38. — С. 61-93.
- Тако да просветится свет пред человеки… (О кончине архиепископа Антония Западно-Американского и Сан-Францисского) // Церковное слово. Официальный ежемесячный орган Австралийско-Новозеландской епархии Русской Православной Церкви Заграницей. — 2000. — № 8-9. — октябрь-ноябрь.
- «Великий актер XX века» // Русский пастырь: русский православный пастырский журнал воспитанников Свято-Троицкой духовной семинарии. 2000. — Вып. 37-38. — 200 с. — С. 159—177
- Памяти духовного отца: архимандрит Киприан (Пыжов), 1904—2001 // Русский пастырь. — 2001. — № 39. — 144 с. — С. 127—133.
- Болезнь протодиакона Николая Поршникова // Православная Русь. 2001. — № 24 (1693).
- «Где двое или трое собраны во имя Мое» // Русский пастырь: русский православный пастырский журнал воспитанников Свято-Троицкой духовной семинарии. 2002. — Вып. 41. — 136 с. — С. 101—120
- Рукоположение в Западно-Американской епархии (Сергий Свешников рукоположен во иерея) // Православная Русь, 2002. — № 2 (1695).
- Слово о новопреставленном епископе Митрофане (Зноско-Боровском) // Православная Русь. 2002. — № 9 (1702).
- «Где двое или трое собраны во имя Мое» и наше будущее // Русский пастырь: русский православный пастырский журнал воспитанников Свято-Троицкой духовной семинарии. 2002. — Вып. 41. — 136 с. — С. 101—120
- Взгляд на Русскую Церковь в XX веке святителя Иоанна, Шанхайского и Сан-Францисского Чудотворца // Русский пастырь: русский православный пастырский журнал воспитанников Свято-Троицкой духовной семинарии. — 2003. — Вып. 42. — 136 с. — С. 103—126
- Соборному приходу в Сан-Франциско 75 лет // Православная Русь. 2003. — № 19 (1736).
- «Друг друга тяготы носите» (Воспоминания о архиеп. Антонии (Медведев) Западно-Американском и Сан-Францисском) // Православная Русь. 2003. — № 20 (1737).
- Важное событие для русской православной молодежи (XI Всезарубежный съезд русской православной молодежи) // Православная Русь. 2003. — № 20 (1737).
- Новые данныя о крови святых царственных мучеников // Православная Русь, 2003. — № 23 (1740). (соавторы: Крюков Н., Львов В.)
- Взгляд на Русскую Церковь в XX веке святителя Иоанна, Шанхайского и Сан-Францисского Чудотворца Доклад на Всезарубежном пастырском совещании, Покровский храм, г. Наяк, 8-12 декабря 2003 г.
- Речь на праздновании 75-летия Св.-Николаевского прихода в Монреале, 21 декабря 2003 г. // Православная Русь. 2004. — № 2 (1743).
- Взгляд на Русскую Церковь в ХХ веке святителя Иоанна Шанхайского и Сан-Францисского Чудотворца (Доклад на Всезарубежном пастырском совещании.) // Православная Русь. 2004. — № 12	(1753).
- Мысли священника-делегата после поездки в Россию // Православная Русь. 2004. — № 18 (1759).
- Объявление (Издательство «Русский пастырь» ищет записи Черноморского казачьего хора под управлением Борис Ледковского) // Православная Русь. 2004. — № 19 (1760).
- «Дать место благодати Божией.». На вопросы отвечает секретарь Предсоборной комиссии по созыву IV Всезарубежнаго Собора РПЦЗ протоиерей Петр Перекрестов. // Православная Русь. 2005. — № 18 (1783).
- По поводу письма Н. А. Струве // Вестник РХД. — 2006. — № 2 (191). — С. 122—124
- Кормчий Церкви и тогда, и теперь — всемогущий Дух Божий // pravoslavie.ru, 13 декабря 2006
- Памяти протоиерея Алексея Полуэктова // http://www.russianorthodoxchurch.ws, май 2010 г.
- Аще убо вы друзи Мои есте, Мене подражайте (К сороковому дню кончины Высокопреосвященнейшего Митрополита Лавра) // pravoslavie.ru, 24 апреля 2008
- Святейший Патриарх Алексий: пятнадцатый всероссийский, первый зарубежный, 12 января 2009
- Епископ Ирийский Даниил (Александров) 15.09.1930 — 26.04.2010 // Журнал Московской Патриархии. — 2010. — № 6. — С. 88—89.
- Знакомство первой леди России с Зарубежной Русью // pravmir.ru, 4 июля 2010 г.
- Что говорит Евангелие о нашем участии в Божественной литургии? // pravmir.ru, 21 апреля 2011
- Переоблачение мощей святителя Иоанна, Шанхайского и Сан-Францисского чудотворца // pravmir.ru, 18 ноября 2011
- Протопресвитер Константин Тивецкий // Журнал Московской Патриархии. — 2012. — № 6. — июнь.
- «Как я обретал мощи» // Нескучный сад, 2 июля 2012
- «Милости хочу, а не жертвы», или еще раз об усыновлении в США // pravmir.ru, 26 декабря 2012 г.
- Памяти протоиерея Василия Ермакова // pravmir.ru, 6 февраля 2013 г.
- Церковный суд: опыт зарубежного служения // Журнал Московской Патриархии. — 2013. — № 9. — сентябрь.
- Ильяшенко Андрей Степанович // Православная энциклопедия. — М., 2009. — Т. XXII : Икона — Иннокентий. — С. 377—378. — 39 000 экз. — ISBN 978-5-89572-040-0.
- Обретение, прославление, соприкосновение // издание Фонда св. Иоанна и издательства «Русский пастырь». Тверь, 2014 г.
- Акафист св. Иоанну, архиепископу Шанхайскому и Сан-Францисскому (церковнославянский шрифт) // прот. Петр Перекрестов, главный редактор // издательство «Русский пастырь». Сан-Франциско, 2014 г.
- Святой праведный Иоанн Кронштадтский: всероссийский пастырь, чудотворец, пророк // Журнал Московской Патриархии. 2015. — № 5.
- Как молиться о страждущих недугом винопиянства или наркомании // pravmir.ru, 11 сентября 2015
- «Suffering in Family Life» // pravmir.com, September 19, 2015
- «Святой Иоанн Кронштадтский, ты так нужен нам ныне!» // Журнал НЕБО (Невский Богослов). — 2015. — № 17, август. — Санкт-Петербург. — С. 46-57
- Святитель Иоанн (Максимович): О молитве, о причастии // издание Фонда св. Иоанна и издательства «Русский пастырь». Тверь, 2016 г.
- Крупицы воспоминаний о Высокопреосвященнейшем Митрополите Лавре (к 10-летию его блаженной кончины) // pravoslavie.ru, 16 мая 2018 г.
- «Таинство открытия мощей» — к 25-летию открытия мощей святителя Иоанна (Максимовича) // pravoslavie.ru, 12 октября 2018
- «Умоляю вас, братия, что не было между вами разделение» — ответ на письмо Т. А. Родзянко в газету «Русская жизнь» // Русская жизнь. — № 14452 — 30 июня 2018 г.
- «Вечно древняя, всегда новая» — актовая речь по случаю 75-летия Свято-Троицкой духовной семинарии в Джорданвилле, 28 мая 2023 г. // Русская жизнь. — № 14651 — 9 сентября 2023 г.
- «Ever Ancient, Always New» — commencement address at the conclusion of the 75th Academic Year, Holy Trinity Theological Seminary, Jordanville, NY, May 28, 2023.
- Верный друг Зарубежной Руси. Памяти протоиерея Сергия Правдолюбова // pravoslavie.ru, 12 октября 2018

Книги
- Архиепископ Иоанна: архипастырь, молитвенник, подвижник // издание Западно-Американской епархии РПЦЗ. Сан-Франциско, 1991 г.
- «Man of God — St. John of Shanghai & San Francisco» // Nikodemos Orthodox Publication Society. Redding, California. 1994.
- Слова иже во святых отца нашего Иоанна, Архиепископа Шанхайского и Сан-Францисского Чудотворца: сборник проповедей, поучений, посланий, наставлений и указов; составлен к прославлению святителя Иоанна / сост. П. Перекрестов. — Сан-Франциско : Русский пастырь, 1994. — 352 с.
- Всех Скорбящих Радости : Русский православный собор в Сан-Франциско / сост. П. Перекрестов, прот. — Сан-Франциско : Cathedral Editions, 2002. — 63 с.
- Владыка Иоанн — святитель Русского Зарубежья / сост. П. Перекрестов, прот. — М. : Изд. Сретенского монастыря, 2008. — 831 с. — (Жития святых). — ISBN 978-5-7533-0236-6
  - Владыка Иоанн — святитель русского зарубежья / сост. протоиер. Петр Перекрестов. — 2-е изд. — Москва : Изд-во Сретенского монастыря, 2009. — 831 с. — (Жития святых). — ISBN 978-5-7533-0321-9
  - Владыка Иоанн — святитель Русского зарубежья / сост. протоиер. Петр Перекрестов. — 3-е изд., испр. — Москва : Изд-во Сретенского монастыря, 2009. — 831 с. — (Жития святых). — ISBN 978-5-7533-0497-1
  - Владыка Иоанн — святитель Русского зарубежья / сост. протоиер. Петр Перекрестов. — 4-е изд. — Москва : Изд-во Сретенского монастыря, 2014. — 831 с. — (Жития святых). — ISBN 978-5-7533-0901-3
- Чинопоследование таинства Елеосвящения (параллельные церковнославянский и английский тексты // прот. Петр Перекрестов, предисловие-главный редактор. Сан-Франциско: изд. «Русский пастырь», 2010.
- Последование молебного пения о страждущих недугом пьянства или наркомании/ под ред. П. Перекрестов, прот. — 2-е изд., испр. — М. : ПСТГУ, 2010. — 31 с.
- Деяния IV Всезарубежного Собора Русской Православной Церкви Заграницей / ред. прот. Петр Перекрестов и Е. Полищук, редакторы. — Москва: издательство Московской Патриархии. 2012
- Акафист святителю Иоанну, архиепископу Шанхайскому и Сан-Францисскому, Чудотворцу: Творение иеромонаха Серафима Платинского / сост. Серафим (Ю. Д. Роуз), иером., под ред. П. Перекрестов, прот. — М. : ПСТГУ, 2013. — 23 с.
- Пастырь. Учитель. Друг: Святитель Иоанн Шанхайский и Сан-Францисский в воспоминаниях современников / сост. П. Перекрестов, прот. — Тверь : Фонд свт. Иоанна Шанхайского и Сан-Францисского чудотворца : Отдел по делам молодежи Тверской епархии ; Сан Францисско : Рус. пастырь, 2017. — 330 с.
- Akathist Hymn to St. John, Archbishop of Shanghai & San Francisco, the Wonderworker / Archpriest Peter Perekrestov, Editor // St. Paisius Orthodox Monastery. Safford, Arizona. 2022.
- Акафист Пресвятой Богородице пред Ея Курской-Коренной иконой/ сост. Валерия Константиновна Хеке, под ред. П. Перекрестова, прот. — Сан-Франциско: изд. Русский пастырь, 2023. — 39 с. — ISBN 978-0-9826003-6-8.

Интервью
- Орган связи медалистов (Беседа с редактором журнала «Русский пастырь») // Православная Русь. 1999. — № 1 (1622).
- «Дать место благодати Божьей»: протоиерей Петр Перекрестов, секретарь Предсоборной комиссии, готовящей IV Всезарубежный Собор, ответил на вопросы редакции САН-ФРАНЦИСКО: 12 октября 2005 г. // synod.com // Православная Русь — 2005. — № 8-11.
- Можно ли молиться вместе с католиками? // pravoslavie.ru, 19 февраля 2009 года
- Студенты встретились с ключарем кафедрального собора иконы Богоматери «Всех Скорбящих Радости» (Сан-Франциско) (аудио, видео)
- О жизни христианских общин в Америке. // телеканал Союз, 17 сентября 2010 года
- «Произошло Таинство восстановления единства» // pravmir.ru, 15 мая 2012 года
- «Возвращение утерянного наследия» // Журнал «Весна духовная». — 2014. — № 3. — С. 78-83.
- Православие в США // aquaviva.ru, сентябрь 2015 года
- В нашем соборе 50 лет ежедневно совершается Божественная литургия // Журнал Московской Патриархии. 2015. — № 11 — С. 40-49.
- «Мне бы не хотелось, чтобы Русская Зарубежная Церковь потеряла свою идентичность». 16 сентября 2017 года
- «Je ne souhaite nullement que l’Eglise russe à étranger perde son identité» // 4 октября 2017 года
- «Bold New Colors for Holy Virgin Cathedral in San Francisco» // An Interview with the Dean of Holy Virgin Cathedral (conducted by Andrew Gould), Orthodox Arts Journal, March 18, 2018.
- «Я знаю силу молитвы владыки Иоанна» // pravoslavie.ru, 28 июня 2018 года
- «Мощи владыки Иоанна — самое посещаемое место в США» // pravoslavie.ru, 12 октября 2018 года
- «Легко ли быть православным в Америке?» // pravoslavie.ru, 17 октября 2018 года
- «Такая служба: интервью с протоиереем Петром Перекрестовым» // aerialphoto.ru, 5 декабря 2022 года
- «Духовная болезнь человека XXI века — одиночество» // pravoslavie.ru, 4 апреля 2022